# 몰다비아와 왈라키아의 통일

몰다비아와 왈라키아가 통일되고 5년 뒤의 루마니아 연합공국의 행정구역을 나타낸 지도.

몰다비아와 왈라키아의 통일(Unirea Moldovei și Țării Românești), 루마니아 공국의 통일(Unirea Principatelor Române), 혹은 소규모 통일(Mica Unire),은 1859년 알렉산드루 이오안 쿠자가 몰다비아와 왈라키아 공국의 공작으로 선출되면서 이루어진 루마니아의 통일을 말한다. 공통의 민족, 언어, 문화를 공유하던 두 공국은 통일 가능성이 충분했음에도 오랜 기간 동안 주변의 여러 강대국들에 의해 통일 시도가 무산되었다. 1859년 이 두 공국의 통일로 성립된 새로운 국가는 두 공국의 지역 중 어느 지역이 권력을 가질 것인지에 대한 분쟁을 발생시켰으며 몰다비아에서는 '분리주의자'들의 반대에 부딪혔다.
오늘날 루마니아에서 몰다비아와 왈라키아의 통일은 루마니아 역사학계에서 제1차 세계 대전 전후 루마니아 왕국에 의해 통합된 베사라비아, 부코비나, 트란실바니아를 가리키는 '대연합'의 서막이라고 여겨진다. 또한 몰다비아와 왈라키아의 통일일인 1월 24일은 현재 루마니아와 몰도바에서 루마니아 공국 통일일로 기념되고 있다.

## 같이 보기
- 독일의 통일
- 이탈리아의 통일
- 루마니아 국민주의
- 대루마니아
- 루마니아와 몰도바의 통일